# 땀디엡
땀디엡시(베트남어: Thành phố Tam Điệp / 城舖三疊)는 베트남 북부 홍강 삼각주 지방에 위치한 닌빈성의 도시이다. 2012년 3급시로 승격되었고, 2015년 타이포가 되었다. 2015년을 기준으로 인구는 104,175명, 면적 104.98km2이다.

## 개요
땀디엡은 닌빈성의 남서부 출입구에 위치하고 있다. 일반적으로 베트남의 경제 사회와 국방 측면과 특히 닌빈성의 중요한 전략적 위치를 갖고 있다. 닌빈성의 사회, 경제적 개발 전략의 3대 핵심 경제 지역 중 하나인이 땀띠엡은 많은 잠재적 이점을 가지고 있다. 특히 산업, 서비스, 관광과 도시 개발의 장점을 가지고 있다.
땀디엡은 베트남 북중부 지방과 홍강 삼각주의 관문으로, 편리한 외부 교통 체계가 있다. 국도 1A는 약 11km의 도심을 관통한다. 공도 12B는 뇨꽌 - 호아빈에 이르는 7.1km 길이이다. 총 길이 약 11km의 남북선과 승객을 수송하기 위한 2개의 겐역과 동자오역-이 있다.

## 행정 구역
다음의 6개의 프엉(坊)과 3개의 싸(社로) 구성되어 있다.

### 프엉
- 박선 (Bắc Sơn / 北山)
- 남선 (Nam Sơn / 南山)
- 떤빈 (Tân Bình / 新平)
- 떠이선 (Tây Sơn / 西山)
- 쭝선 (Trung Sơn / 中山)
- 옌빈 (Yên Bình / 安平)

### 싸
- 동선 (Đông Sơn / 東山)
- 꽝선 (Quang Sơn / 光山)
- 옌선 (Yên Sơn / 安山)